# Wereldkampioenschappen badminton junioren 2006
De 8e editie van de Wereldkampioenschappen badminton junioren werden in 2006 georganiseerd door de Zuid-Koreaanse stad Incheon.

## Individuele wedstrijd

### Medaillewinnaars
| Onderdeel      | 1e plaats                   | 2e plaats                 | 3e plaats                              |
| -------------- | --------------------------- | ------------------------- | -------------------------------------- |
| Jongens enkel  | Hong Ji-hoon                | Tommy Sugiarto            | Lu Qicheng                             |
| Jongens enkel  | Hong Ji-hoon                | Tommy Sugiarto            | Zhou Wenlong                           |
| Meisjes enkel  | Wang Yihan                  | Saina Nehwal              | Kim Moon-hi                            |
| Meisjes enkel  | Wang Yihan                  | Saina Nehwal              | Bae Youn-joo                           |
| Jongens dubbel | Lee Yong-dae Cho Gun-woo    | Liu Xiaolong Li Tian      | Lim Khim Wah Mak Hee Chun              |
| Jongens dubbel | Lee Yong-dae Cho Gun-woo    | Liu Xiaolong Li Tian      | Kim Ki-jung Lee Jung-hwan              |
| Meisjes dubbel | Ma Jin Wang Xiaoli          | Hong Soo-jung Sun In-jang | Pia Zebadiah Nitya Krishinda Maheswari |
| Meisjes dubbel | Ma Jin Wang Xiaoli          | Hong Soo-jung Sun In-jang | Wang Siyun Liao Jingmei                |
| Gemengd dubbel | Lee Yong-dae Yoo Hyun-young | Liu Xiaolong Liao Jingmei | Li Tian Ma Jin                         |
| Gemengd dubbel | Lee Yong-dae Yoo Hyun-young | Liu Xiaolong Liao Jingmei | Hu Wenqing Wang Xiaoli                 |

## Team wedstrijd
| Einduitslag: |            |     |                |     |                  |     |             |
| Nr.          | Land       | Nr. | Land           | Nr. | Land             | Nr. | Land        |
| Goud         | Zuid-Korea | 9.  | Chinees Taipei | 17. | Hong Kong        | 25. | Filipijnen  |
| Zilver       | China      | 10. | Engeland       | 18. | Oekraïne         | 26. | Zuid-Afrika |
| Brons        | Maleisië   | 11. | Duitsland      | 19. | Vietnam          | 27. | Duitsland   |
| 4.           | Indonesië  | 12. | Rusland        | 20. | Verenigde Staten | 28. | Puerto Rico |
| 5.           | Japan      | 13. | Denemarken     | 21. | Canada           |     |             |
| 6.           | Singapore  | 14. | Nederland      | 22. | Nieuw-Zeeland    |     |             |
| 7.           | Thailand   | 15. | Tsjechië       | 23. | Bulgarije        |     |             |
| 8.           | India      | 16. | Turkije        | 24. | Australië        |     |             |

## Medaille klassement
|   | Land       | Goud | Zilver | Brons | Totaal |
| - | ---------- | ---- | ------ | ----- | ------ |
| 1 | Zuid-Korea | 4    | 1      | 3     | 8      |
| 2 | China      | 2    | 3      | 5     | 10     |
| 3 | Indonesië  | 0    | 1      | 1     | 2      |
| 4 | India      | 0    | 1      | 0     | 1      |
| 5 | Maleisië   | 0    | 0      | 2     | 2      |